# Церковь Святой Елизаветы (Братислава)
Церковь Святой Елизаветы (Костёл Святой Алжбеты, словац. Kostol svätej Alžbety, венг. Szent Erzsébet templom), известная также как Голубая церковь или Голубой костёл (словац. Modrý kostolík, венг. Kék templom), — католический храм в Братиславе, по адресу улица Безручова, дом 2.

## История
Выстроен венгерским архитектором Эдёном Лехнером в стиле модерн. Закладной камень храма был положен в основание фундамента 23 августа 1909 года. Освящение храма в честь Святой Елизаветы Венгерской состоялось в 1913 году.
Церковь в плане овальная. Высота шпиля-колокольни — 36.8 метров. Церковь составляет единый архитектурный ансамбль со зданием Католической гимназии на Грёсслинговой улице (sk:Katolícke gymnázium na Grösslingovej ulici), также выстроенной Эдёном Лехнером.
Модель Голубой церкви в «Мини-Европе» (Брюссель) представляет Братиславу и Словакию в целом.